# سبيرلونجا
سبيرلونجا (محليًا سبيلونجي) هي مدينة ساحلية في مقاطعة لاتينا بإيطاليا، في منتصف الطريق تقريبًا بين روما ونابولي. تشتهر بمغارة البحر الرومانية القديمة المكتشفة في أراضي فيلا تيبيريوس التي تحتوي على منحوتات سبيرلونجا الهامة والمذهلة، والتي يتم عرضها في متحف في الموقع.
تشمل المدن المجاورة تيراتشينا إلى الغرب وفوندي من الشمال وإيتري إلى الشمال الشرقي وجايتا من الشرق.

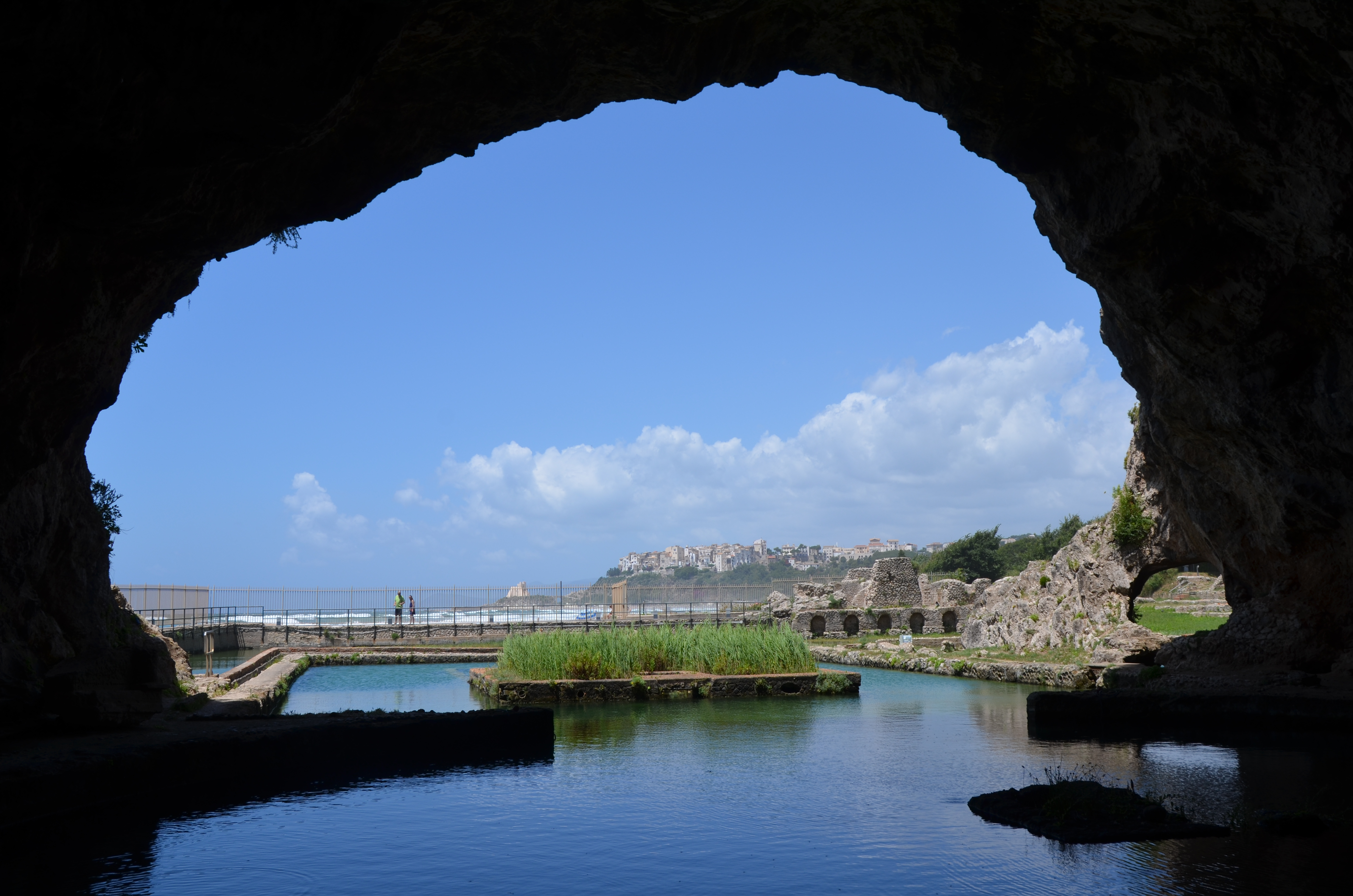
مغارة طبرية

## تاريخ
يقع رومان سبيلونكا بالقرب من فيا أبيا، ولكن أيضًا على حافة مستنقعات بونتين، وكان معروفًا في الأصل فقط بالمغارة على الساحل، والتي سميت على اسمها. تم بناء فيلا جمهورية هنا وامتلكها الإمبراطور تيبريوس لاحقا، بما في ذلك الكهف. قام تيبيريوس بتزيين الكهف في شكل ثلاثي رائع، ذكره الكتاب القدامى، ومع التماثيل الرائعة الشهيرة التي تم اكتشافها في الموقع .
بعد سقوط الإمبراطورية الرومانية الغربية في القرن السادس، كانت أنقاض المقر الإمبراطوري بمثابة ملجأ للسكان المحليين. في وقت لاحق، بدأ السكان في الانتقال إلى نتوء قريب من سانت ماغنوس، من أجل الهروب من المستنقعات غير الصحية وهجمات المسلمين. يتضح الخطر الذي يشكله المسلمون من خلال وجود العديد من أبراج المراقبة على طول الساحل إلى جايتا. في عام 1534 دمر الأسطول العثماني تحت قيادة بربروسا المركز الصغير.
في القرنين الثامن عشر والتاسع عشر، تعافت سبيرلونجا واكتسبت بعض المساكن النبيلة، وازدهرت الزراعة. ومع ذلك، لم يحدث التوسع السياحي إلا بعد افتتاح طريق تيراسينا جايتا الساحلي (المعروف أيضًا باسم فيا فلكا) في عام 1957، والذي أدى بناؤه إلى اكتشاف المنحوتات في الكهف.

## فيلا تيبيريوس

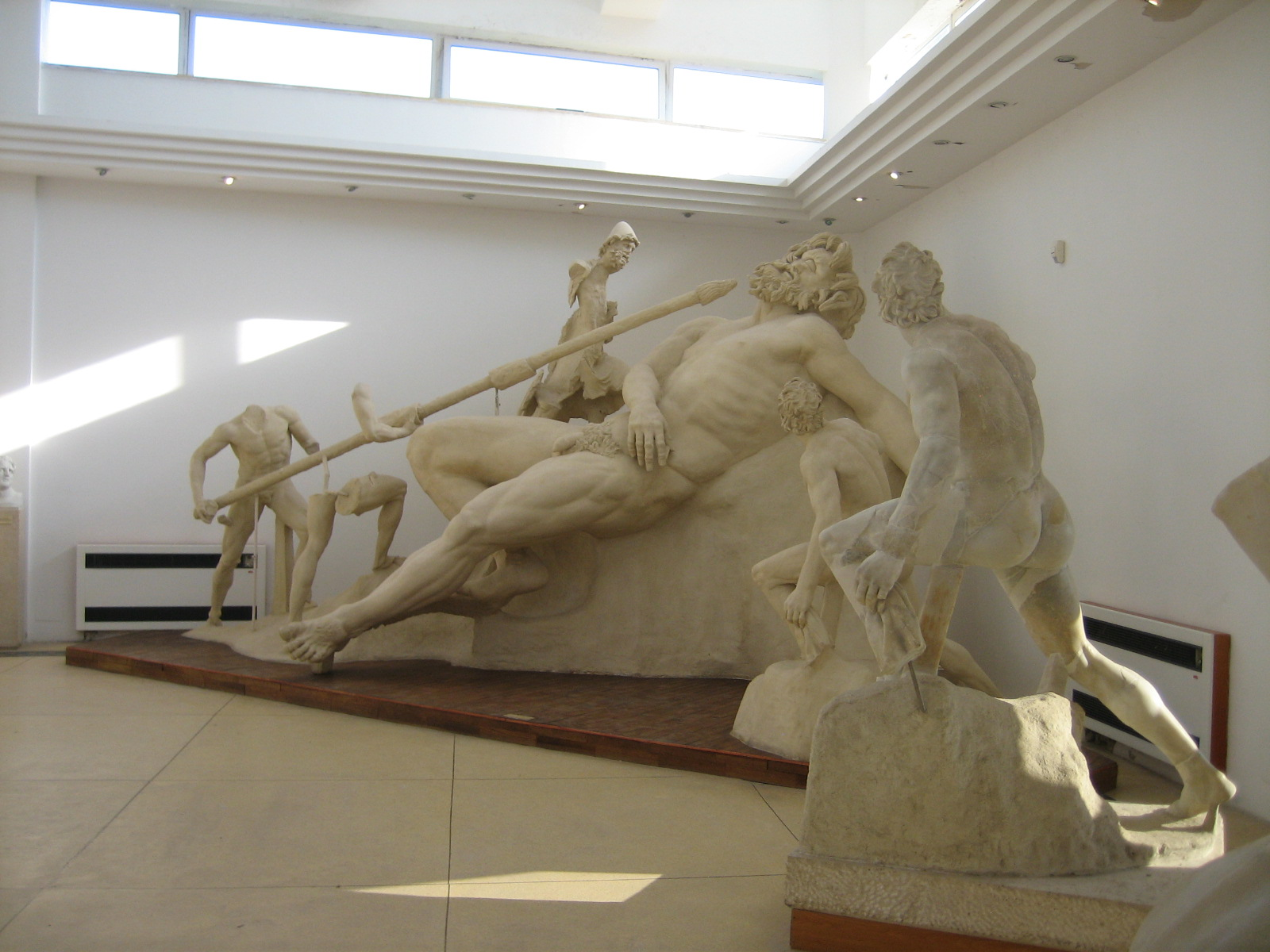
المجموعة المركزية لمنحوتات سبيرلونجا ، مع تعمية بوليفيموس

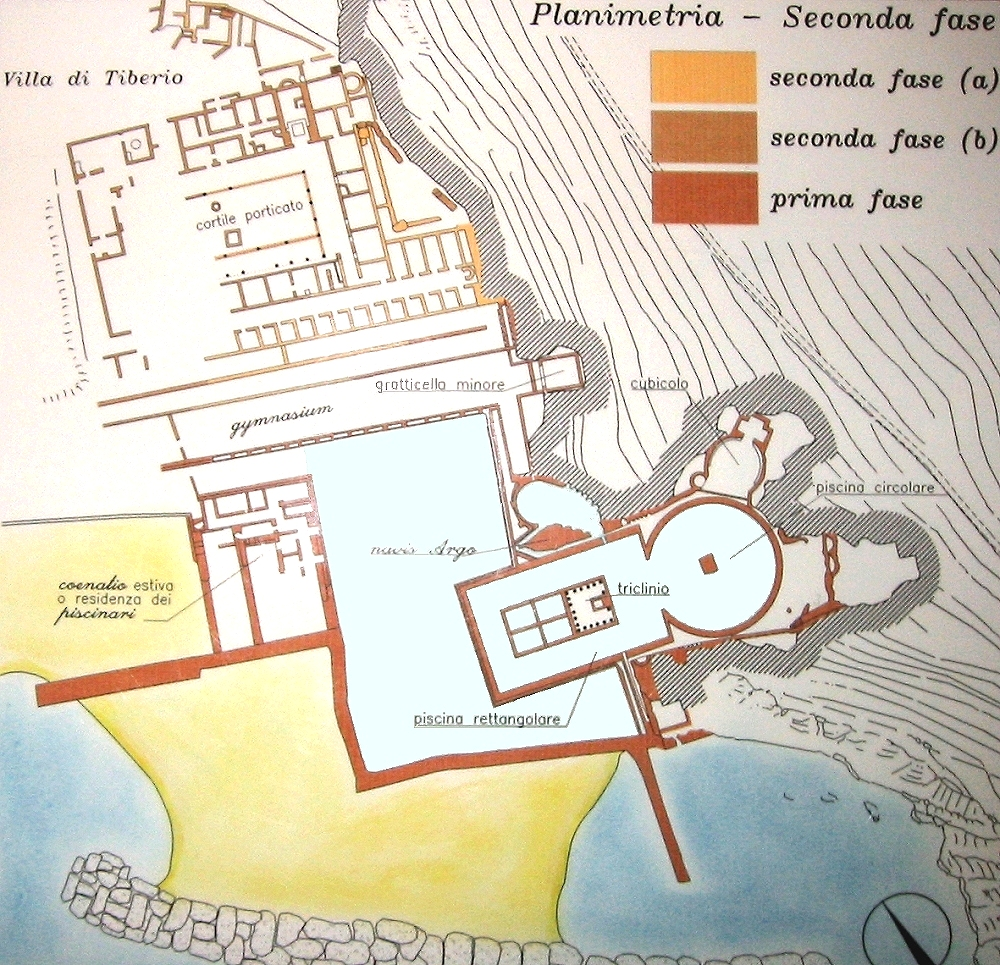
خريطة فيلا تيبيريوس.

عامل الجذب الثقافي الرئيسي في سبيرلونجا هو المتحف الذي أقيم في أراضي فيلا تيبيريوس السابقة والذي يعرض مجموعات المنحوتات الموجودة في الكهف للاحتفال بأعمال أوديسيوس. وفقًا لتاسيتوس وسوتونيوس،  انهار سقف الكهف بينما كان تيبيريوس يتناول الطعام، واندفع سيجانوس لإنقاذ تيبريوس، والذي روج له تيبريوس بامتنان، مما أدى إلى صعوده إلى السلطة. انتقل تيبيريوس إلى كابري بعد 26 م.
تضمنت الفيلا مغارة حيث تم العثور على بعض المنحوتات الموجودة الآن في المتحف: هذه تصور هجوم سيلا على سفينة أوديسيوس، وتعمية بوليفيموس، وسرقة بلاديوم وأوديسيوس لرفع جثة آخيل. نُسبت الأعمال إلى النحاتين الروديين أجساندر وأنثينيدوروس وبوليدوروس، ويُعتقد أنهم نفس مؤلفي مجموعة «لاكون وأبناؤه» (كما ينسبها بليني الأكبر). ومع ذلك، فإن مسؤولية الفنانين أنفسهم أمر مشكوك فيه. يعتقد بعض العلماء أنهم مرتبطون ببعضهم البعض، لكن ليسوا نفس الأشخاص؛ بصرف النظر عن أنثينيدوروس الذي كان آخر من يُنسب إليه الفضل كفنان في مجموعة لاكون، ولكن أولاً يُنسب إليه الفضل في سلسلة سيلا - مما يشير إلى أنه كان الأصغر أثناء إنشاء مجموعة لاكون، ولكن الفنان الأكبر الذي عمل في مجموعة سيلا. علاوة على ذلك، فإن التمايز في «الكلاسيكية» بين مجموعتي الأعمال يعني ضمناً أن إحداهما سبقت الأخرى بفصل، وبالتالي ليس كل الفنانين هم نفس الأشخاص، ولكنهم من نسل.

## مشاهد أخرى

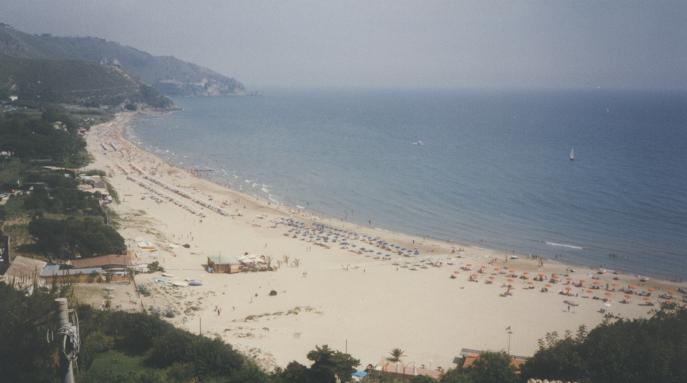
شاطئ سبيرلونجا.

أقدم كنيسة هي كنيسة سانتا ماريا (أوائل القرن الثاني عشر)، والتي تُستخدم حاليًا للأحداث الثقافية والنظارات: فهي موطن لبعض فسيفساء العصور الوسطى التي تم اكتشافها خلال عمليات الترميم الأخيرة.
سبيرلونجا هي في الغالب مدينة سياحية بفضل شواطئها، وشاطئ طويل على جانبها الغربي يمتد على طول الطريق إلى طرجينة، وسلسلة من الشواطئ القصيرة والمنحدرات الصخرية على جانبها الشرقي باتجاه جايتا.

## المواصلات
الاتصال الرئيسي هو أنه عن طريق البر من طرجينة وجايتا. أقرب محطة للسكك الحديدية هي محطة فوندي -سبيرلونجا، على أحد الخطين الرئيسيين بين روما ونابولي (الخط الذي يمر عبر فورميا).